# 625 Xenia
625 Xenia este un asteroid din centura principală, descoperit pe 11 februarie 1907, de August Kopff.